# Aleneva (Alaska)
Aleneva es una lugar designado por el censo situado en el borough de Isla Kodiak en el estado estadounidense de Alaska. Según el censo de 2010 tenía una población de 37 habitantes.

## Geografía y clima
Aleneva está situado en la costa sur de la isla Afognak, al norte de la isla Kodiak . Se encuentra en la costa del estrecho de Raspberry, frente a Little Raspberry Island. 
El archipiélago de Kodiak tiene un clima suave debido a la corriente japonesa. El clima es similar al sudeste de Alaska, con menos precipitación. Las temperaturas de enero oscilan entre -10 a 8 °Cy las temperaturas de julio oscilan entre 4 a 24 °C. La precipitación media anual es de 187,96 cm.

## Demografía
Según el censo de 2010, Aleneva tenía una población en la que el 100,0% eran blancos, 0,0% afroamericanos, 0,0% amerindios, 0,0% asiáticos, 0,0% isleños del Pacífico, el 0,0% de otras razas, y el 0,0% pertenecían a dos o más razas. Del total de la población el 0,0% eran hispanos o latinos de cualquier raza.

## Localidades adyacentes
El siguiente diagrama muestra a las localidades más próximas a Aleneva.